# أفراح اليديشية (كتاب)
أفراح اليديشية هو كتاب يتضمن قاموسا للكلمات والعبارات الشائعة الاستخدام في اللغة الإنجليزية اليديشية، والتي هي أساسا مشتقة من اللغة اليديشية ودخلت في اللغة الإنجليزية بسبب تأثير اليهود الأشكناز الأمريكان.

## المؤلف
كتبه ليو روستن عام 1968.

## تصميم الكتاب
وصمم الكتاب بحيث يشرح كلمة كلمة وعبارة عن طريق إرفاق رسمة مضحكة. وهذا جعل من الكتاب ليس فقط مادة علمية مرجعية، بل أيضا كنز من الفكاهة اليهودية.

## تأثيره
لكن انحسر تأثيره بسبب التغيرات التي طرأت على الثقافة الأمريكية وكذلك الثقافة اليهودية الأمريكية في خلال ثلاثين عاما.

## طبعاته الجديدة
نشر رستن طبعات منقحة من الكتاب تحت عناوين مختلفة: «مرحى لليديشية» عام 1982، أفراح الإنجليزية اليديشية عام 1989.
ونشرت طبعة جديدة عام 2001 في عام 2001، تحت عنوان «أفراح جديدة لليديشية» راجعها لورانس بوش، مع إضافة العديد من الهوامش لتوضيح الفقرات التي غمض معناها بسبب مرور الزمن.